# Жорж Гінгуен
Жорж Гінгуен, народився 2 лютого 1913 року в Маняк-Лавалі у Верхній В’єні та помер 27 жовтня 2005 року в Труа, є французьким борцем опору та комуністичним активістом.
Активіст Французької комуністичної партії (ФКП) до 1952 року, він відігравав провідну роль у Опорі, очолюючи гірський макіс Лімузена під ім’ям «Рауль». Його товариші прозвали його «Лу Великим» або «префектом макі», тоді як де Голль визначив його як «одну з найкрасивіших фігур Опору» і зробив його супутником Визволення1, одним із рідкісних комуністів у цьому випадку ( дванадцять із 1053 отримувачів)2.
Після звільнення він був причетний діячами, які співпрацювали з режимом Віші, за зловживання, скоєні під його владою під час «жорстокої чистки» в 1944 році. Його стосунки з центральним керівництвом Французької комуністичної партії ставали все більш бурхливими в кінці 1940-х років, до його виключення в листопаді 1952 року, після чого він пішов у відставку з муніципальної ради Ліможа в січні 1953 року, що означало кінець його політичних обов'язків. У наступні місяці його назвали призвідником подвійного вбивства в 1945 році на основі простих свідчень, і він зазнав побиття під час ув'язнення в Бріве. Його остаточно звільнили в 1959 році.